# Джипчо, Бен
Бен Джипчо (англ. Ben Jipcho; 1 марта 1943, Mount Elgon District — 24 июля 2020, Элдорет) — кенийский бегун на средние и длинные дистанции. Серебряный призёр Олимпийских игр 1972 года в беге на 3000 метров с препятствиями. Также на Олимпиаде в Мюнхене выступал в беге на 5000 метров, но не смог выйти в финал. На Олимпийских играх 1968 года выступал на дистанции 1500 метров, на которой занял 10-е место. Экс-рекордсмен мира в беге на 3000 метров с/п. Двукратный победитель Всеафриканских игр 1973 года.
Родной дядя Линет Масаи и Мозеса Масаи.